# Rybnica (dopływ Prutu)
Rybnica (ukr. Рибниця Rybnycia) – prawy dopływ Prutu; rzeka w obwodzie iwanofrankowskim Ukrainy. 
Liczy 56 km długości, powierzchnia dorzecza wynosi 291 km². Wypływa z Karpat Pokucko-Bukowińskich, nad rzeką leży miasto Kosów.